# Desaparición de Théo Hayez
Théo Hayez era un joven belga de 18 años que desapareció en la zona de Cabo Byron, en Nueva Gales del Sur (Australia). Fue visto por última vez saliendo del bar Cheeky Monkey, en Byron Bay, aproximadamente a las 23 horas del 31 de mayo de 2019.

## Desaparición
Hayez llegó a Australia como mochilero a finales de 2018 con un visado de vacaciones de trabajo. Desapareció una semana antes de volar de regreso a Bélgica. Su familia llamó a la policía de Nueva Gales del Sur el 6 de junio de 2019, preocupada por su falta de contacto y porque no había regresado a su alojamiento. El albergue Wake Up! en el que se alojaba Hayez también llamó a la policía ese mismo día, tres días después de que Hayez no verificara su salida. Sus pertenencias personales, incluido su pasaporte, seguían en su habitación.

## Investigación

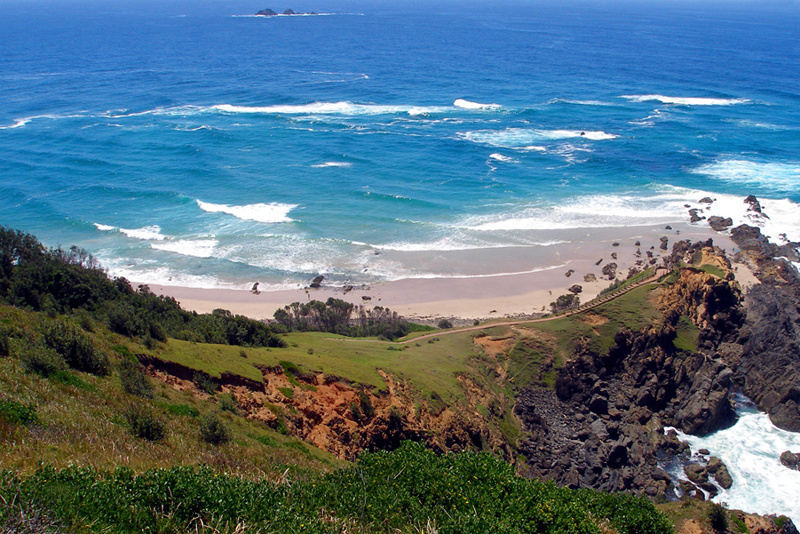
Zona de playa en torno al cabo Byron, área en la que se perdió contacto con Théo.

La policía australiana realizó búsquedas junto con helicópteros, drones, perros rastreadores de cadáveres, rastreadores, buzos y escaladores de rocas. Los padres de Hayez, Laurent Hayez y Vinciane Delforge, viajaron a Australia para ayudar en las búsquedas en junio de 2019. Su padre hizo una súplica al pueblo australiano para que ayudara en las búsquedas. "Cuando salí de Bélgica le prometí al hermano pequeño de Théo, Lucas, que traería a su hermano a casa, por favor ayúdenme a cumplir mi promesa con él", comentó.
Se determinó que la última señal del teléfono móvil del joven se encontraba en las proximidades del cabo Byron, el 1 de junio de 2019. Las investigaciones en conjunto con la familia de Hayez y Google sugieren un último paradero posible en las cercanías de Cosy Corner, Tallow Beach. La plataforma de mensajería WhatsApp cooperó con la Policía de Nueva Gales del Sur en el esfuerzo por recuperar los registros de chat de esa noche. Sin embargo, la información que WhatsApp pudo proporcionar fue limitada debido al cifrado.
La familia Hayez siguió presionando a las autoridades para que se centraran en el caso y siguieran las pistas. En julio, los voluntarios de búsqueda de la comunidad que habían respondido a la difícil situación de la familia en los meses posteriores encontraron en los matorrales de Tallow Beach una gorra Puma gris similar a la que llevaba Hayez cuando fue visto por última vez.
A medida que el caso se ralentizaba, la teoría oficial de la policía pasó a ser que Hayez se cayó de los acantilados cercanos al faro como consecuencia de una "desgracia". Las razones por las que Hayez se encontraba allí después de medianoche son varias: estaba perdido; Google Maps le orientó mal; estaba bajo los efectos del alcohol o las drogas; tenía tendencias suicidas; le llevó allí un lugareño (dados los conocimientos necesarios para recorrer la ruta de los matorrales por la noche); se dirigía a una fiesta; o, alguien le hirió o le atacó. La ausencia de cadáver podría explicarse por la intervención humana, por haberse perdido en el monte, por haber sido capturado por un tiburón o arrastrado por las mareas. Se fijó una investigación forense para noviembre de 2021 que no esclareció los hechos.